# Seznam angleških astrologov
Seznam angleških astrologov.

## C
- Aleister Crowley
- Nicholas Culpeper

## F
- Robert Fludd

## L
- William Lilly

## P
- John Partridge (astrolog)

## V
- John Varley